# Liste der Autorenbeteiligungen und Produktionen von Ralf Christian Mayer
Dies ist eine Übersicht über die Kompositionen, Liedtexte und Musikproduktionen des deutschen Musikers, Komponisten, Liedtexters und Musikproduzenten Ralf Christian Mayer. Zu berücksichtigen ist, dass Hitmedleys, Remixe, Liveaufnahmen oder Neuaufnahmen des gleichen Interpreten nicht aufgeführt werden.

## #
| Jahr | Titel      | Interpret    | Funktion               |
| ---- | ---------- | ------------ | ---------------------- |
| 2018 | 194 Länder | Mark Forster | Co-Autor, Co-Produzent |

## A
| Jahr | Titel            | Interpret                   | Funktion               |
| ---- | ---------------- | --------------------------- | ---------------------- |
| 1988 | Aggressive       | Vaseline Joystick           | Co-Produzent           |
| 2009 | All on Zero      | Mariha                      | Produzent              |
| 2022 | Alles schon okay | Blinker feat. Madeline Juno | Co-Autor, Co-Produzent |
| 2012 | Alles wird gut   | Mark Forster                | Produzent              |
| 2010 | Am Morgen danach | Pohlmann.                   | Co-Autor, Co-Produzent |
| 2009 | Another Lover    | Mariha                      | Produzent              |
| 1993 | Arch of a Vault  | The Tors of Dartmoor        | Co-Produzent           |
| 2014 | Au revoir        | Mark Forster feat. Sido     | Co-Autor, Co-Produzent |
| 2012 | Auf dem Weg      | Mark Forster                | Produzent              |
| 2008 | Augen zu         | Clueso                      | Co-Autor, Produzent    |

## B
| Jahr | Titel          | Interpret    | Funktion               |
| ---- | -------------- | ------------ | ---------------------- |
| 2008 | Barfuss        | Clueso       | Co-Autor, Produzent    |
| 2014 | Bauch und Kopf | Mark Forster | Co-Autor, Co-Produzent |
| 2011 | Baumkrone      | Clueso       | Co-Autor, Co-Produzent |
| 2014 | Bei dir        | Mark Forster | Co-Produzent           |
| 2011 | Beinah         | Clueso       | Co-Autor, Co-Produzent |
| 2012 | Bergab         | Mark Forster | Produzent              |
| 2006 | Bleib hier     | Clueso       | Co-Produzent           |

## C
| Jahr | Titel   | Interpret    | Funktion               |
| ---- | ------- | ------------ | ---------------------- |
| 2006 | Chicago | Clueso       | Co-Produzent           |
| 2016 | Chöre   | Mark Forster | Co-Autor, Co-Produzent |
| 2006 | Crash   | Clueso       | Co-Produzent           |

## D
| Jahr | Titel              | Interpret            | Funktion               |
| ---- | ------------------ | -------------------- | ---------------------- |
| 2016 | Da fährt ein Bus   | Mark Forster         | Co-Autor, Co-Produzent |
| 2006 | Da wohnt so’n Typ  | Clueso               | Co-Produzent           |
| 2011 | Das alte Haus      | Clueso               | Co-Autor, Co-Produzent |
| 2016 | Die beste Nacht    | Mark Forster         | Co-Autor, Co-Produzent |
| 2012 | Die kleinen Dinge  | Mark Forster         | Produzent              |
| 2011 | Die Welt zerbricht | Pohlmann.            | Co-Autor, Produzent    |
| 1993 | Dirt on the Floor  | The Tors of Dartmoor | Co-Produzent           |
| 1993 | Do You Think       | The Coalminers’ Beat | Co-Produzent           |
| 2009 | Don’t Wanna Party  | Mariha               | Produzent              |
| 1993 | Down by the Seine  | The Coalminers’ Beat | Co-Produzent           |
| 2011 | Dreh dich          | Clueso               | Co-Autor, Co-Produzent |
| 2021 | Drei Uhr nachts    | Mark Forster x Lea   | Co-Autor, Co-Produzent |
| 1988 | Drink Your Blood   | Vaseline Joystick    | Co-Produzent           |
| 1988 | Drinking           | Vaseline Joystick    | Co-Produzent           |
| 2011 | Du bleibst         | Clueso               | Co-Autor, Co-Produzent |
| 2012 | Du fliegst davon   | Mark Forster         | Produzent              |
| 2012 | Du und ich         | Mark Forster         | Produzent              |

## E
| Jahr | Titel                    | Interpret            | Funktion               |
| ---- | ------------------------ | -------------------- | ---------------------- |
| 2018 | Einmal                   | Mark Forster         | Co-Autor, Co-Produzent |
| 1993 | Elevator #1              | The Tors of Dartmoor | Co-Produzent           |
| 1993 | Elevator #2              | The Tors of Dartmoor | Co-Produzent           |
| 2011 | Ende                     | Clueso               | Co-Autor, Co-Produzent |
| 1993 | Entry – First Impression | The Tors of Dartmoor | Co-Produzent           |
| 2011 | Erinnerung               | Clueso mit Ryo       | Co-Autor               |
| 2011 | Erklär mir               | Clueso               | Co-Autor, Co-Produzent |
| 1993 | Exit – Last Impression   | The Tors of Dartmoor | Co-Produzent           |
| 2011 | Ey der Regen             | Clueso               | Co-Autor, Co-Produzent |
| 2014 | Ey Liebe                 | Mark Forster         | Co-Produzent           |
| 2006 | Ey Tino!                 | Clueso               | Co-Produzent           |

## F
| Jahr | Titel             | Interpret                                 | Funktion               |
| ---- | ----------------- | ----------------------------------------- | ---------------------- |
| 2014 | Flash mich        | Mark Forster                              | Co-Autor, Co-Produzent |
| 2015 | Flash mich        | Simon Stabauer (Liedtitel: Märchenhelden) | Co-Autor               |
| 2016 | Flüsterton        | Mark Forster                              | Co-Autor, Co-Produzent |
| 1988 | Freeze My Mind    | Vaseline Joystick                         | Co-Produzent           |
| 2006 | Frische Luft      | Clueso                                    | Co-Produzent           |
| 2012 | Froh sein         | Mark Forster                              | Produzent              |
| 2010 | Für dich          | Pohlmann.                                 | Co-Autor, Produzent    |
| 2016 | Für immer Forever | Mark Forster                              | Co-Autor, Co-Produzent |

## G
| Jahr | Titel          | Interpret            | Funktion               |
| ---- | -------------- | -------------------- | ---------------------- |
| 2014 | Geisterjäger   | Mark Forster         | Co-Produzent           |
| 2008 | Geisterstadt   | Clueso               | Co-Autor, Produzent    |
| 2008 | Gewinner       | Clueso               | Co-Autor, Co-Produzent |
| 2013 | Gewinner       | Heino                | Co-Autor               |
| 2015 | Gewinner       | Opus Sanctus         | Co-Autor               |
| 1993 | Give Me a Kiss | The Coalminers’ Beat | Co-Produzent           |
| 2009 | Glowing        | Mariha               | Produzent              |
| 1993 | Green Moon     | The Tors of Dartmoor | Co-Produzent           |
| 2010 | Gut so         | Pohlmann.            | Co-Autor, Produzent    |

## H
| Jahr | Titel               | Interpret                          | Funktion               |
| ---- | ------------------- | ---------------------------------- | ---------------------- |
| 2012 | Hässlich            | Cro                                | Co-Autor, Co-Produzent |
| 2014 | Hab ich hätt ich    | Mark Forster                       | Co-Produzent           |
| 2014 | Hallo               | Mark Forster                       | Co-Produzent           |
| 2011 | Halt dich fern      | Clueso                             | Co-Autor, Co-Produzent |
| 2009 | Heart Keeps Beating | Mariha                             | Produzent              |
| 2011 | Herz                | Clueso                             | Co-Autor, Co-Produzent |
| 2006 | Hirn ein            | Clueso                             | Co-Produzent           |
| 1993 | Home of the Blind   | The Tors of Dartmoor               | Co-Produzent           |
| 2014 | Hundert Stunden     | Mark Forster feat. Glasperlenspiel | Co-Produzent           |

## I
| Jahr | Titel                     | Interpret                   | Funktion               |
| ---- | ------------------------- | --------------------------- | ---------------------- |
| 1993 | I Will Be There           | The Coalminers’ Beat        | Co-Produzent           |
| 2011 | Ich bin für’s Rollen      | Clueso                      | Co-Autor, Co-Produzent |
| 2021 | Ich frag die Maus         | Mark Forster                | Co-Produzent           |
| 2010 | Ich schließe meine Augen  | Pohlmann.                   | Co-Autor, Co-Produzent |
| 2014 | Ich trink auf Dich        | Mark Forster feat. Flo Mega | Co-Produzent           |
| 2010 | Ich will dass du mitgehst | Pohlmann.                   | Co-Autor, Produzent    |
| 2014 | Immer immer gleich        | Mark Forster                | Co-Produzent           |
| 2009 | In My Dreams              | Mariha                      | Produzent              |

## J
| Jahr | Titel      | Interpret            | Funktion            |
| ---- | ---------- | -------------------- | ------------------- |
| 2008 | Jede Stadt | Clueso               | Co-Autor, Produzent |
| 1993 | Jeremy     | The Tors of Dartmoor | Co-Produzent        |

## K
| Jahr | Titel             | Interpret            | Funktion               |
| ---- | ----------------- | -------------------- | ---------------------- |
| 2012 | Karton            | Mark Forster         | Produzent              |
| 2008 | Keinen Zentimeter | Clueso               | Co-Autor, Produzent    |
| 1993 | Kissing the Sun   | The Coalminers’ Beat | Co-Produzent           |
| 2011 | Kleine Wunder     | Clueso               | Co-Autor, Co-Produzent |
| 2011 | Komm näher        | Cassandra Steen      | Co-Produzent           |
| 2010 | König der Straßen | Pohlmann.            | Co-Autor, Co-Produzent |
| 2014 | Königin Schwermut | Mark Forster         | Co-Produzent           |
| 2017 | Kogong            | Mark Forster         | Co-Autor, Co-Produzent |

## L
| Jahr | Titel                                        | Interpret                    | Funktion               |
| ---- | -------------------------------------------- | ---------------------------- | ---------------------- |
| 1993 | Land of Green                                | The Coalminers’ Beat         | Co-Produzent           |
| 2018 | Like a Lion                                  | Mark Forster feat. Gentleman | Co-Autor, Co-Produzent |
| 2009 | Leaning on Love                              | Mariha                       | Produzent              |
| 2011 | Leben                                        | Cassandra Steen              | Co-Produzent           |
| 1988 | Let’s Make Love without Money, Little Sister | Vaseline Joystick            | Co-Produzent           |
| 1993 | Love & Hate                                  | The Coalminers’ Beat         | Co-Produzent           |

## M
| Jahr | Titel              | Interpret            | Funktion               |
| ---- | ------------------ | -------------------- | ---------------------- |
| 2006 | Mach’s gut         | Clueso               | Co-Produzent           |
| 2006 | Mein Bestes        | Clueso               | Co-Produzent           |
| 2022 | Memories & Stories | Mark Forster         | Co-Autor, Co-Produzent |
| 1993 | Merry Go Round     | The Coalminers’ Beat | Co-Produzent           |
| 1993 | Mexico             | The Coalminers’ Beat | Co-Produzent           |
| 2008 | Mitnehm            | Clueso               | Co-Autor, Produzent    |
| 2006 | Morgen gestern     | Clueso               | Co-Produzent           |
| 2011 | Müsste gehen       | Clueso               | Co-Autor, Co-Produzent |
| 1988 | My Older Memory    | Vaseline Joystick    | Co-Produzent           |

## N
| Jahr | Titel                 | Interpret            | Funktion               |
| ---- | --------------------- | -------------------- | ---------------------- |
| 2016 | Natalie               | Mark Forster         | Co-Autor, Co-Produzent |
| 2009 | Never Let             | Mariha               | Produzent              |
| 2008 | Niemand an dich denkt | Clueso               | Co-Autor, Produzent    |
| 1993 | Northern Winds        | The Coalminers’ Beat | Co-Produzent           |
| 2004 | Not Satisfied         | Thomilla with Tonka  | Co-Produzent           |
| 2011 | Nur bei dir           | Clueso               | Co-Autor, Co-Produzent |
| 2012 | Nur Du                | Mark Forster         | Produzent              |

## O
| Jahr | Titel        | Interpret    | Funktion     |
| ---- | ------------ | ------------ | ------------ |
| 2014 | Oh Love      | Mark Forster | Co-Produzent |
| 2006 | Out of Space | Clueso       | Co-Produzent |

## P
| Jahr | Titel                | Interpret            | Funktion     |
| ---- | -------------------- | -------------------- | ------------ |
| 2009 | Painted              | Mariha               | Produzent    |
| 2007 | Party Hitmix Vol. 2  | Pur                  | Co-Produzent |
| 1993 | Personell Atmosphere | The Tors of Dartmoor | Co-Produzent |

## R
| Jahr | Titel         | Interpret            | Funktion     |
| ---- | ------------- | -------------------- | ------------ |
| 2009 | Raise My Head | Mariha               | Produzent    |
| 1993 | Reading Room  | The Tors of Dartmoor | Co-Produzent |
| 1993 | Roof          | The Tors of Dartmoor | Co-Produzent |

## S
| Jahr | Titel                    | Interpret         | Funktion               |
| ---- | ------------------------ | ----------------- | ---------------------- |
| 1988 | Sausage Bandit           | Vaseline Joystick | Co-Produzent           |
| 2016 | Schöner Scherbenhaufen   | Mark Forster      | Co-Autor, Co-Produzent |
| 2008 | Schreibe dir             | Clueso            | Co-Autor, Produzent    |
| 2006 | Schwer                   | Clueso            | Co-Produzent           |
| 1988 | Searching for Good Times | Vaseline Joystick | Co-Produzent           |
| 2010 | Selbstverliebt           | Pohlmann.         | Co-Autor, Co-Produzent |
| 1988 | Selfcontrol              | Vaseline Joystick | Co-Produzent           |
| 2016 | Selfie                   | Mark Forster      | Co-Autor, Co-Produzent |
| 1988 | Showtime                 | Vaseline Joystick | Co-Produzent           |
| 2012 | Sie ist weg              | Mark Forster      | Produzent              |
| 2011 | Sister Hit the Goal      | Marta Jandová     | Co-Produzent           |
| 2008 | So sehr dabei            | Clueso            | Co-Autor, Produzent    |
| 2008 | So sein wie du           | Clueso            | Co-Autor, Produzent    |
| 2012 | So spät                  | Mark Forster      | Produzent              |
| 2016 | Sowieso                  | Mark Forster      | Co-Autor, Co-Produzent |
| 2016 | Spul zurück              | Mark Forster      | Co-Autor, Co-Produzent |
| 2006 | Sterblich                | Clueso            | Co-Produzent           |
| 2011 | Stern                    | Clueso            | Co-Autor, Co-Produzent |
| 2011 | Straßen sind leer        | Clueso            | Co-Autor, Co-Produzent |
| 2009 | Stupid                   | Mariha            | Produzent              |

## T
| Jahr | Titel                                     | Interpret            | Funktion     |
| ---- | ----------------------------------------- | -------------------- | ------------ |
| 1993 | Take Me High Above                        | The Coalminers’ Beat | Co-Produzent |
| 2009 | Take the Long Way Home                    | Mariha               | Produzent    |
| 1993 | The Ballad of Belly O’Connor              | The Coalminers’ Beat | Co-Produzent |
| 1993 | The Thrill You Can Get When You’re Busted | The Tors of Dartmoor | Co-Produzent |
| 1988 | Time Shoes                                | Vaseline Joystick    | Co-Produzent |
| 1988 | Try to Be Myself                          | Vaseline Joystick    | Co-Produzent |

## U
| Jahr | Titel           | Interpret            | Funktion            |
| ---- | --------------- | -------------------- | ------------------- |
| 2006 | Überall bist du | Clueso               | Co-Produzent        |
| 2020 | Übermorgen      | Mark Forster         | Co-Autor, Produzent |
| 1993 | U.S.A.          | The Coalminers’ Beat | Co-Produzent        |
| 2010 | Unten im Meer   | Pohlmann.            | Co-Autor, Produzent |
| 1988 | Uhusha          | Vaseline Joystick    | Co-Produzent        |
| 2008 | Utopie          | Clueso               | Co-Autor, Produzent |

## V
| Jahr | Titel        | Interpret | Funktion            |
| ---- | ------------ | --------- | ------------------- |
| 2008 | Verlierer    | Clueso    | Co-Autor, Produzent |
| 2006 | Viel gesehen | Clueso    | Co-Produzent        |

## W
| Jahr | Titel                | Interpret            | Funktion               |
| ---- | -------------------- | -------------------- | ---------------------- |
| 2016 | Was ernstes          | Mark Forster         | Co-Autor, Co-Produzent |
| 2006 | Weit weg             | Clueso               | Co-Produzent           |
| 2016 | Weiter (Right Now)   | Mark Forster         | Co-Autor, Co-Produzent |
| 1993 | Welcome to the House | The Tors of Dartmoor | Co-Produzent           |
| 2010 | Wenn sie lächelt     | Pohlmann.            | Co-Autor, Produzent    |
| 2014 | Wer Du bist          | Mark Forster         | Co-Produzent           |
| 2016 | Willkommen zurück    | Mark Forster         | Co-Autor, Co-Produzent |
| 2006 | Winter Sommer        | Clueso               | Co-Produzent           |
| 2016 | Wir sind groß        | Mark Forster         | Co-Autor, Co-Produzent |
| 2012 | Wir waren hier       | Cro                  | Co-Autor, Co-Produzent |
| 2008 | Wir wolln Sommer     | Clueso               | Co-Autor, Produzent    |
| 2012 | Wo ist Dein Feuer    | Mark Forster         | Produzent              |
| 2010 | Wohin                | Pohlmann.            | Co-Autor, Co-Produzent |
| 2009 | Wouldn’t Have        | Mariha               | Produzent              |

## Y
| Jahr | Titel      | Interpret         | Funktion     |
| ---- | ---------- | ----------------- | ------------ |
| 1988 | You and Me | Vaseline Joystick | Co-Produzent |

## Z
| Jahr | Titel             | Interpret    | Funktion               |
| ---- | ----------------- | ------------ | ---------------------- |
| 2012 | Zu dir (weit weg) | Mark Forster | Produzent              |
| 2014 | Zu oft            | Mark Forster | Co-Produzent           |
| 2011 | Zu schnell vorbei | Clueso       | Co-Autor, Co-Produzent |